# Mariano Cittadini
Marchese Mariano Cittadini Cesi (Terni, 12 luglio 1873 – Terni, 12 febbraio 1939) è stato un politico italiano, sindaco di Terni dal 1923 al 1924.

## Biografia
Proveniente dalla antica nobiltà feudale, il marchese Mariano Rodolfo Giovanni Luigi Felice Cittadini Cesi, era figlio di Gaspare e di donna Elvira Cesi dei duchi d'Acquasparta. 
L'estinzione della famiglia Cesi in via maschile, permise ai Cittadini di aggiungere nel 1908 il cognome Cesi al proprio. Insieme al fratelli Luigi e Lorenzo Amati, Mariano Cittadini Cesi fu tra i fondatori del fascio ternano. La Famiglia Cittadini è annoverata a Terni fin dal IX secolo e nel corso dei secoli ha dato alla città un gran numero di Gonfalonieri e Priori. Notevole è anche il Palazzo dei Cittadini in Via Roma ed il sepolcro gentilizio della famiglia nel Duomo di Terni. Mariano Cittadini Cesi sposa nel 1906 Maria Margherita Fratellini di Spoleto, figlia del senatore Salvatore Fratellini. Fervente interventista nella prima guerra mondiale, fu tra i pochi esponenti della nobiltà ternana (insieme a Cesare Pressio Colonnese) che aderirono apertamente al Fascismo fin dal 1920. Dopa la laurea in giurisprudenza, fu combattente con il grado di ufficiale nel primo conflitto mondiale. Dopo la guerra si impegnò politicamente nel PNF e nel 1923 divenne primo sindaco fascista di Terni, dopo le dimissioni del sindaco socialista Tito Oro Nobili, in un periodo segnato da fortissimi scontri, anche fisici con numerosi morti, tra squadristi fascisti da una parte e socialisti e comunisti dall'altra. 
Solo due anni dopo la sua elezione, il marchese Cittadini Cesi si dimise dalla carica di Sindaco perché sfiduciato dai consiglieri comunali. Un acceso scontro si manifestò tra la metà degli anni venti e il 1934 per la decisione dei vertici nazionali del PNF, probabilmente anche su sollecitazione di Gabriele D'Annunzio, di candidare nella Lista Nazionale per il collegio elettorale umbrosabino il tenente Elia Rossi Passavanti, futuro Podestà di Terni, estraneo sino a quel momento all'ambiente locale. Tra quest'ultimo e il marchese Cittadini Cesi si scatenò subito un aspro conflitto, destinato a segnare le vicende locali anche negli anni successivi. I rapporti tra la Società Terni ed alcuni esponenti fascisti, tra cui Cittadini Cesi, aggravarono le tensioni in città causando un lungo periodo di instabilità politica. A fine carriera fu nominato Cavaliere ufficiale della Corona d'Italia e, alla morte del possidente Giovanni Santini che gli era succeduto nella carica di sindaco, lo sostituì nel Consiglio provinciale dell'economia.
Mariano Cittadini assunse nella primavera del 1934 la carica di Rettore della Provincia di Terni che tenne fino al gennaio 1936 quando a seguito di una ispezione ministeriale fu costretto a dimettersi per una disastrosa situazione finanziaria in cui fu trovata la Provincia di Terni.

## Nota
Le ultime esponenti dalla illustre famiglia dei Duchi Cesi sposarono: Donna Elvira, diede origine alla famiglia dei Cittadini Cesi, avendo sposato il marchese Gaspare Cittadini, Donna Carolina (1822-1876) sposa il nobile di Cascia Carlo Galassi (Terni, 1813-Terni, 1879), Donna Anna Maria sposa Pietro Anselmi.